# Raúl Salazar (Fußballspieler)
Julio Raúl Salazar Vicencio (* 28. Oktober 1928; † 28. Mai 2014) war ein chilenischer Fußballspieler. Der Innenverteidiger absolvierte drei Länderspiele für die chilenische Nationalmannschaft. 

## Karriere

### Verein
Raúl Salazar spielte 1954 für O’Higgins Braden, mit dem er Meister der Segunda División wurde. Der Klub, der im Jahr zuvor durch eine Fusion des FC Braden und dem Instituto O’Higgins entstanden war, fusionierte erneut mit Stadtrivale América de Rancagua. Salazar spielte somit für den CD O’Higgins in der Primera División. Mindestens bis 1957 blieb er beim Klub aus Rancagua.

### Nationalmannschaft
Raúl Salazar debütierte für die Nationalmannschaft Chiles im September 1957 bei der Copa O’Higgins gegen Brasilien. In der Qualifikation zur Weltmeisterschaft 1958 absolvierte er zwei weitere Partien, jedoch konnte sich die La Roja nicht für das Endturnier in Schweden qualifizieren.

## Erfolge
O’Higgins Braden
- Meister der Segunda División: 1954